# Marowijne
Marowijne je jedan od deset okruga u Surinamu. 

## Zemljopis
Okrug se nalazi u sjeveroistočnom dijelu zemlje, prostire se na 4.627 km2.  Susjedni surinamski okruzi su Para i Commewijne na zapadu i Sipaliwini na jugu. Središte okruga je naselje Albina, ostala veća naselja su Moengo i Wanhatti.

## Demografija
Prema podacima iz 2012. godine u okrugu živi 18.294 stanovnika, dok je prosječna gustoća naseljenosti 4 stanovnika na km².

## Administrativna podjela
Okrug je podjeljen na šest općina (nizozemski: resort) .
| Općina       | Površina km² | Gustoća stan./km² | Stanovništvo (2004.) |
| ------------ | ------------ | ----------------- | -------------------- |
| Moengo       | 1.117        | 8,6               | 9.662                |
| Wanhatti     | 461          | 0,8               | 346                  |
| Galibi       | 1.014        | 0,7               | 671                  |
| Moengo Tapoe | 455          | 0,9               | 427                  |
| Albina       | 397          | 12,9              | 5.114                |
| Patamacca    | 1.183        | 0,4               | 422                  |